# Löhlein (Münchberg)
Löhlein ist ein Gemeindeteil der Stadt Münchberg im Landkreis Hof (Oberfranken, Bayern). Löhlein liegt in der Gemarkung Straas.

## Geografie
Bei der Einöde entspringt der Lohbach, ein rechter Zufluss des Mussenbachs. Eine Gemeindeverbindungsstraße führt nach Biengarten (0,5 km westlich) bzw. nach Wiesenthal (0,8 km östlich).

## Geschichte
Löhlein wurde in der ersten Hälfte des 19. Jahrhunderts auf dem Gemeindegebiet von Straas gegründet. Im Zuge der Gebietsreform in Bayern wurde Löhlein am 1. Juli 1972 nach Münchberg eingemeindet.

### Einwohnerentwicklung
| Jahr      | 1856  | 1861  | 1871   | 1885   | 1900   | 1925   | 1950   | 1961   | 1970   | 1987  |
| Einwohner |       | 15    | 14     | 9      | 8      | 9      | 4      | 8      | 9      | 2     |
| Häuser    | 1     |       |        | 1      | 1      | 1      | 1      | 1      |        | 1     |
| Quelle    | [ 6 ] | [ 9 ] | [ 10 ] | [ 11 ] | [ 12 ] | [ 13 ] | [ 14 ] | [ 15 ] | [ 16 ] | [ 1 ] |

## Religion
Löhlein ist bis heute nach St. Peter und Paul (Münchberg) gepfarrt und evangelisch-lutherisch geprägt.